# Olivier Grouillard
Olivier Grouillard (Fenouillet, 2 de septiembre de 1958) fue un piloto de automovilismo de Francia. Ha participado en 62 Grandes Premios de Fórmula 1, debutando el 26 de marzo de 1989. En su carrera obtuvo un solo punto en los campeonatos.
Grouillard ganó el campeonato de Fórmula 3 en Francia en 1984, lo que le permitió acceder a la Fórmula 3000 Internacional, donde compitió entre 1985 y 1988. 
Debutó en Fórmula 1 con el Equipe Ligier en el Gran Premio de Brasil de 1989. Su mejor registro fue un sexto puesto en el Gran Premio de Francia de 1989. Corrió también con Osella, su sucesor, Fondmetal, AGS y Tyrrell.

## Resultados

### Fórmula 1
(Clave) (negrita indica pole position) (cursiva indica vuelta rápida)

| Año     | Escudería                            | 1        | 2        | 3        | 4        | 5        | 6       | 7        | 8        | 9        | 10       | 11      | 12      | 13       | 14       | 15      | 16      | Pos. | Puntos |
| ------- | ------------------------------------ | -------- | -------- | -------- | -------- | -------- | ------- | -------- | -------- | -------- | -------- | ------- | ------- | -------- | -------- | ------- | ------- | ---- | ------ |
| 1989    | Ligier Loto                          | BRA 9    | SMR DSQ  | MON Ret  | MEX 8    | USA DNQ  | CAN DNQ | FRA 6    | GBR 7    | GER Ret  | HUN DNQ  | BEL 13  | ITA Ret | POR DNQ  | ESP Ret  | JPN Ret | AUS Ret | 26.º | 1      |
| 1990    | Osella Squadra Corse                 | USA Ret  | BRA Ret  | SMR Ret  | MON DNQ  | CAN 13   | MEX 19  | FRA DNPQ | GBR DNQ  | GER DNQ  | HUN DNPQ | BEL 16  | ITA Ret | POR DNQ  | ESP Ret  | JPN DNQ | AUS 13  | NC   | 0      |
| 1991    | Fondmetal F1 SpA                     | USA DNPQ | BRA DNPQ | SMR DNPQ | MON DNPQ | CAN DNPQ | MEX Ret | FRA Ret  | GBR DNPQ | GER DNPQ | HUN DNQ  | BEL 10  | ITA Ret | POR DNPQ |          |         |         | NC   | 0      |
| 1991    | Automobiles Gonfaronnaises Sportives |          |          |          |          |          |         |          |          |          |          |         |         |          | ESP DNPQ | JPN     | AUS     | NC   | 0      |
| 1992    | Tyrrell Racing Organisation          | RSA Ret  | MEX Ret  | BRA Ret  | ESP Ret  | SMR 8    | MON Ret | CAN 12   | FRA 11   | GBR 11   | GER Ret  | HUN Ret | BEL Ret | ITA Ret  | POR Ret  | JPN Ret | AUS Ret | NC   | 0      |
| Fuente: |                                      |          |          |          |          |          |         |          |          |          |          |         |         |          |          |         |         |      |        |